# Paraphe
Eine Paraphe (mittelfrz. Abwandlung von gr. παραγράφειν [paragráphein] „hinzuschreiben“; siehe auch Paragraph) ist ein auf wenige Zeichen (Initialen) verkürztes Namenszeichen oder ein Namensstempel. Solch ein Kürzel weist (im Gegensatz zur Unterschrift) in der Regel nicht genug Merkmale auf, um als sicheres Authentifizierungsmerkmal dienen zu können. Anders als bei der Namensunterschrift, die nach § 126 BGB zur gesetzlichen Schriftform erforderlich ist, muss der Name aus der Paraphe nicht erkennbar sein. Arbeitsrechtlich ist die Lesbarkeit der Namensunterschrift nicht erforderlich; eine bloße Paraphe genügt dennoch nicht den Anforderungen an eine Namensunterschrift und kann damit keine Schriftform darstellen. 
Bei Verträgen, die aus mehreren Blättern bestehen, werden die einzelnen Blätter von denjenigen, die den Vertrag insgesamt unterzeichnen, mit ihrer Paraphe abgezeichnet (paraphiert), damit keine Blätter nachträglich ausgetauscht werden können. 
Auch das vorläufige Festlegen eines Vertragstextes wird als Paraphierung bezeichnet, da hierbei die Vertragsparteien auf dem Vertragstext mit ihren Paraphen unterzeichnen. Völkerrechtliche Verträge werden in der Regel zunächst durch Regierungsvertreter der beteiligten Länder paraphiert, bevor sie durch Ratifikation in Kraft gesetzt werden.